# 长门炮台
26°08′22″N 119°35′39″E / 26.13944°N 119.59417°E
长门炮台（英語：Changmen battery；在中法战争中被法国舰队称作，意为白堡），亦有称作电光山炮台，位于福建省福州市连江县琯头镇长门村电光山上，此处为闽江出口北岸，与南岸金牌山夹峙，扼守闽江口最窄处，是目前中国现存最古老的最大的炮台，始建于明崇祯年间。

## 历史
清顺治十四年（1657年），长门电光山与金牌山同时建炮台。在长门相继设有提督统领衙门、校场、兵营。嘉庆八年（1803年），增建黄霞寨炮台。光绪六年（1880年)长门为闽口要塞总台部，统辖闽口各炮台兼带陆营。主炮台设长门电光山，营垒为圆形建筑，墙高12米，厚1.5米，周长近300米，占地50亩。炮台共安装德国和英国造的大炮5门，配官兵145名，并有探照灯装备，供夜间监视，配兵10名。光绪七年（1881年)又增建礼台，用以酬答各国军舰礼仪，装有德国克虏伯大炮9门，官兵129名。清政府为了加强东南沿海的海岸防御设施，曾从德国克虏伯兵工厂购买了四门280毫米后膛海岸炮，设置2门于长门炮台（现已无存）。厦门胡里山炮台亦有2门，现尚存一门，此炮为世界上现存的十九世纪制造的最大海岸炮。

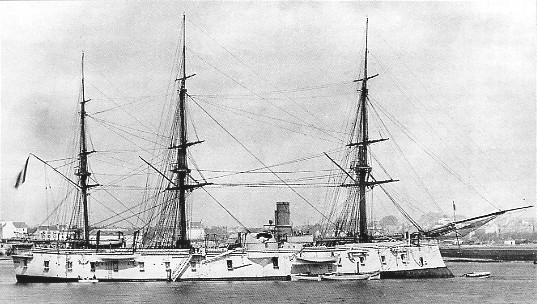
为长门炮台击伤的法舰拉加利桑尼亚号装甲巡洋舰

1884年的中法马江海战中，付出巨大人员伤亡与战力损失后，击中排水量4,585吨的法国舰队拉加利桑尼亚号（La Galissonniere）装甲巡洋舰一發砲彈，法軍一人陣亡。炮台随后为法军舰队摧毁。嗣后清廷诏建昭忠祠和张刚勇专祠，以祭祀阵亡将士。光绪十三年（1887年)，清廷又在主炮台左侧增建划鳅港炮台，安装大炮7门，配官兵150名。光绪十六年（1890年），在主炮台右方码头附近，增建水雷营，安装电控水雷和旱雷，配官兵108名。光绪三十二年（1906年），创设讲武堂和目兵讲习所，轮训各炮台官佐和士兵。翌年，长门炮台创办闽口要塞炮科学堂，至宣统元年（1909年）停办，前后毕业生共100名。
抗日战争中，长门炮台参加对日作战，屡遭日军轰炸。1941年4月，日军占领炮台后，运走火炮，炸塌炮台，烧毁营房。

## 现状
1991年4月17日，福建省人民政府公布第三批福建省文物保护单位，长门炮台作为近现代重要史迹及代表性建筑位列其中。福州市人民政府也将长门炮台作为爱国主义教育基地、青少年德育基地。尽管位列福建省文物保护单位，但是长门炮台由于缺乏维护修缮，有大量的人为破坏，严重影响其原有风貌。